# Alberta Highway 3
Der Alberta Highway 3 (kurz AB 3), auch Crowsnest Highway genannt, ist eine Fernstraße in der kanadischen Provinz Alberta. Er führt von der Grenze zur westlichen Nachbarprovinz British Columbia am Crowsnest Pass zur Stadt Medicine Hat. Der Highway hat eine Länge von 324 km und ist dabei, als sogenannte Core Route, Bestandteil des kanadischen National Highway System.
Der Crowsnest Highway ist neben dem Trans-Canada und dem Yellowhead Highway die südlichste der drei Hauptrouten über die Rocky Mountains.
Der Highway 3 ist, zwischen Fort Macleod und Lethbridge, Bestandteil des CANAMEX Corridor. Diese Handelsroute wurde im Rahmen des Nordamerikanischen Freihandelsabkommens definiert und dient dem Transport zwischen Kanada, den Vereinigten Staaten und Mexiko.

## Streckenführung
Der Highway 3 beginnt in den Rocky Mountains am Crowsnest Pass als Fortsetzung des British Columbia Highway 3. Da diese beiden Highways über den Crowsnest Pass führen, sind diese gemeinsam als Crowsnest Highway bekannt. Der Highway führt nach Osten durch die Rocky Mountains, am östlichen Ende der Gemeinde Crowsnest Pass zweigt der Highway 40 ab, der längs durch die Rockys führt. Entlang des Highways führt der Crowsnest River aus den Bergen heraus, diesem Fluss folgt der Highway weitgehend. Östlich der Berge zweigt der Highway 22 ab, dieser führt östlich der Rockys nach Black Diamond und von dort nach Calgary. Bei Pincher Creek, einer Kleinstadt südlich vom Highway 3, mündet der Highway 6 ein. Dieser führt nach Süden über den Waterton-Lakes-Nationalpark in die Vereinigten Staaten. Nördlich dieses Abzweigs befindet sich der Oldman Lake, in den der Crowsnest River mündet. Dieser ergießt sich in den Oldman River, dem der Highway folgt und auch mehrere Male kreuzt.
Der Highway führt durch Fort Macleod weiter nach Osten zur Stadt Lethbridge hin. Dort trifft er ein letztes Mal auf den Oldman River, dessen Flussbett nun weiter nördlich verläuft. In Lethbridge besteht über den Highway 5 und den Highway 4 die Möglichkeit, in die Vereinigten Staaten zu gelangen. Letztgenannter führt über der Grenze als Interstate 15 bis nach Kalifornien. Die Route führt weiter ostwärts nach Medicine Hat und endet dort als Einmündung in den Highway 1, dem Trans-Canada Highway.
Abschnittsweise gehört der Crowsnest Highway zum System des Red Coat Trails. Zwischen den Einmündungen des Highways 2 und des Highways 4 gehört er zu dieser Touristenstraße.

## Ausbau
Die Strecke ist meist zweispurig ausgebaut, ein Teil jedoch auch vierspurig. Dieser beginnt an der Einmündung des Highways 2 von Calgary kommend und endet nach 141 km westlich von Taber.